# Alan Heeger
Alan Jay Heeger (Sioux City, 22 de janeiro de 1936) é um físico estadunidense, laureado com o Nobel de Química de 2000.
Recebeu o grau de mestre na Universidade de Nebraska em 1957 e, em 1961, obteve o grau de doutor em Ciências Físicas pela Universidade da Califórnia em Berkeley. Ingressou na Universidade da Pensilvânia em 1962, e até 1982 sua carreira esteve intimamente ligada a esta instituição acadêmica, na qual ocupou os cargos de professor assistente, professor numerário, diretor do Laboratório para a Investigação sobre a Estrutura da Matéria e, entre 1981 e 1982, vice-reitor de pesquisa. Nesse mesmo ano transferiu-se para a Universidade da Califórnia em Santa Bárbara como professor de física e diretor do Instituto para Polímeros e Sólidos Orgânicos. Em 1990 fundou, junto com o seu colega Paul Smith, a corporação UNIAX, da qual é professor e diretor de pesquisa.
Durante a sua carreira publicou numerosos artigos científicos sobre materiais, especialmente sobre polímeros orgânicos. Suas pesquisas sobre a capacidade condutora dos polímeros orgânicos e suas aplicações tecnológicas tem-lhe valido diversos prêmios, destacando-se o Prêmio Balzan, o Prêmio John Scout e o Prêmio Oliver E. Buckley de Matéria Condensada.
Recebeu o Nobel de Química de 2000, por sua contribuição ao conhecimento e desenvolvimento da ciência dos polímeros orgânicos condutores de eletricidade, também conhecidos como metais sintéticos. O Prêmio Nobel foi compartilhado com o neozelandês Alan MacDiarmid e o japonês Hideki Shirakawa.